# Nanporo
Nanporo (南幌町?) è una cittadina giapponese della prefettura di Hokkaidō.